# 2. Hannoversches Infanterie-Regiment Nr. 77
Das 2. Hannoversche Infanterie-Regiment Nr. 77 (auch Heideregiment genannt) wurde nach dem Deutschen Krieg durch die Vermehrung der Bataillone als neues Regiment der Infanterie der Preußischen Armee gebildet.

## Organisation

### Name
- 2. Oktober 1866 – Infanterie-Regiment Nr. 77
- 7. November 1867 – 2. Hannoversches Infanterie-Regiment Nr. 77

### Unterstellungen
ab 18. Oktober 1866
- VII. Armee-Korps in Münster
  - 14. Division in Düsseldorf
    - 28. Infanterie-Brigade in Düsseldorf
      - 5. Westfälisches Infanterie-Regiment Nr. 53 in Wesel und Cleve
      - 2. Hannoversches Infanterie-Regiment Nr. 77 in Wesel

ab 23. Mai 1871
- X. Armee-Korps in Hannover
  - 20. Division in Hannover
    - 40. Infanterie-Brigade in Hannover
      - 4. Magdeburgisches Infanterie-Regiment Nr. 67 in Braunschweig und Blankenburg
      - 2. Hannoversches Infanterie-Regiment Nr. 77 in Celle und Lüneburg

Ab Ende März 1887 bildeten das 2. Hannoversches Infanterie-Regiment Nr. 77 in Celle, das Braunschweigische Infanterie-Regiment Nr. 92 sowie das Hannoversche Jäger-Bataillon Nr. 10 in Celle die 40. Infanterie-Brigade.
Erster Weltkrieg
September 1914
- X. Armee-Korps in Hannover
  - 20. Infanterie-Division in Hannover
    - 40. Infanterie-Brigade in Hannover
      - 2. Hannoversches Infanterie-Regiment Nr. 77 in Celle
      - Braunschweigisches Infanterie-Regiment Nr. 92 in Braunschweig
      - 1/2 Braunschweigisches Husaren-Regiment Nr. 17 in Braunschweig

20. Februar 1918
- X. Armee-Korps in Hannover
  - 20. Infanterie-Division in Hannover
    - 40. Infanterie-Brigade in Hannover
      - 2. Hannoversches Infanterie-Regiment Nr. 77 in Celle
      - Infanterie-Regiment „von Voigts-Rhetz“ (3. Hannoversches) Nr. 79 in Hildesheim
      - Braunschweigisches Infanterie-Regiment Nr. 92 in Braunschweig
      - Maschinen-Gewehr-Scharfschützen-Abteilung 32
      - 5. Eskadron/Braunschweigischer Husaren-Regiments Nr. 17 in Braunschweig

### Gliederung
- I. und II. Bataillon (Musketierbataillone)
- III. Bataillon (Füsilierbataillon)[1]
- IV. Bataillon[2]
- zum 1. Oktober 1911 wurde die Maschinen-Gewehr-Kompanie etatmäßiger Bestandteil des Regiments. Sie wurde als 13. Kompanie dem II. Bataillon zugeteilt

#### Abtretungen
- 1. April 1881 – 2. Kompanie an das I. Bataillon des neuerrichteten Infanterie-Regiments Nr. 131 in Paderborn
- 1. April 1887 – 4. Kompanie an das infolge der bewilligten Regimentsvermehrung[3] neugebildete IV. Bataillon des 4. Badischen Infanterie-Regiments „Prinz Wilhelm“ Nr. 112 in Rastatt
- 1. April 1897 – das IV. Bataillon bildete im Verbund mit dem anderen IV. Brigade-Bataillon das I. Bataillon des neugegründeten Infanterie-Regiments Nr. 165 in Goslar

## Bewaffnung und Ausrüstung

### Hauptbewaffnung

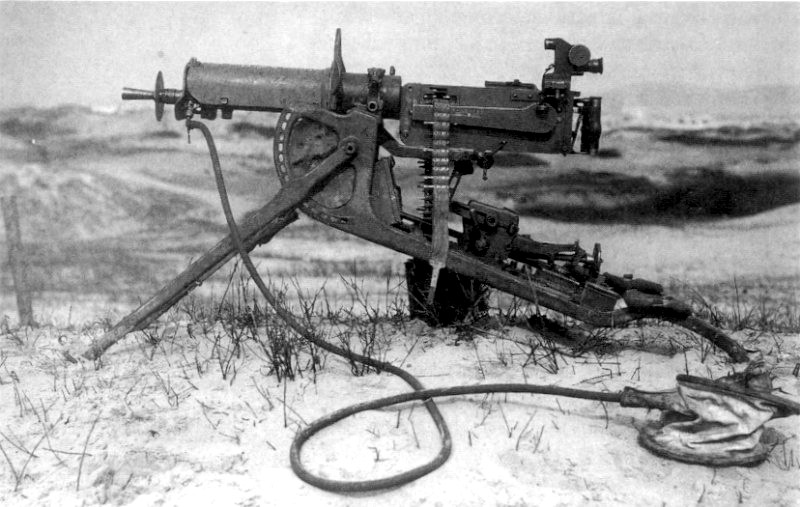
MG 08

- nach Zurkenntnisnahme der Vorteile eines Chassepotgewehrs im Deutsch-Französischen Krieg wurden die Zündnadelgewehre des Regiments durch M 71-Gewehre samt Seitengewehr 71 ersetzt
- 1886 erfolgte eine Neubewaffnung des Heeres mit dem Repetiergewehr M 71/84
- 1889 wurde das Regiment mit dem Gewehr M. 88 ausgerüstet
- zur Beurteilung des Einzelprüfungsschießens wurden erstmals graue Ringscheiben mit aufgeklebten Kopfscheiben verwendet
- 1905 wurde das Regiment mit neuen Gewehren und Seitengewehren ausgerüstet. Die effektive Reichweite lag zwischen 800 und 1200 Metern.
- 1909 den Erkenntnissen aus dem Russisch-Japanischen Krieg folgend, wurde in jedem Regiment eine Maschinen-Gewehr-Kompanie (M.G.K.) aufgestellt
  - sie verfügte über 6 Maschinengewehre
  - für sie wurde an der Ostseite des Exerzierplatzes ein eigenes Kasernement mit Ställen und Wagenschuppen errichtet
  - die Wagen werden von je zwei warmblütigen Pferden gezogen und vom Bock aus gefahren
  - die Schützen marschierten

### Uniform
- 1871
  - ein Helm mit größerem Vorder- und Hinterschirm wurde eingeführt
  - die Tuchhose wurde mit einer Knopfvorrichtung zur Erleichterung des Einsteckens in die Stiefel versehen
  - die Mäntel erhielten einen überfallenden Kragen mit roten Patten und Kapotten
- 1887
  - Helm
    - Schiene am Vorderschirm entfällt
    - Schuppenketten werden durch lederne Sturmriemen ersetzt

  - Schnürschuhe aus wasserdichtem Stoff mit Lederbesatz als zweite Fußbekleidung, traten an die Stelle des kurzschäftigen Stiefels
- Die besten Schützenkompanien des Armee-Korps trugen ab 1895 Ärmelabzeichen.
- Anlässlich des 100. Geburtstages von Kaiser Wilhelm I. verfügte Wilhelm II., dass das Heer zusätzlich zur Landeskokarde die Reichskokarde zu tragen habe. Die deutsche Kokarde wurde am Helm rechts, die Landeskorkarde links getragen.

Auf der Schirm-, Feld- und Dienstmütze die Landeskorkade auf dem Besatzstreifen und die Deutsche darüber auf der Mitte des Grundtuches.
- 1908
  - Waffenrock
    - feldgrau mit litewkaartigen Schnitt
    - das Halstuch ersetzte die Binde
- 1911 (M. G. K.)
  - sie erhielt die Nummer 13 auf den Schulterknöpfen des Waffenrockes
  - eine hellblaue Eichel mit weißem Kranz und Schieber an der Säbeltroddel der Gemeinen

Erster Weltkrieg
- Ab 9. März 1916 trug der Regimentsangehörige Stahlhelm.

#### Offiziere
- 8. November 1883
  - Per A.K.O. wurde verfügt, dass von den vier Stabsoffizieren dem etatmäßigen Stabsoffizier, einem patentierten Oberstleutnant, hauptsächlich die Bekleidungswirtschaft des Regiments untersteht.
- 1888
  - Die Berittenen hatten beim Dienst zu Pferde hohe Stiefel zu tragen
  - Da Epauletten nur noch zu Gala-, Parade- und Gesellschaftszwecken getragen werden durften, wurden veränderte Achselstücke eingeführt.
  - Das Tragen von Sporen wurde für Hauptleute zur Pflicht.
  - Die Pferdeunterlegedecke wurde vereinfacht und hatte keine Goldtresse mehr.
  - Der bisherige weiße wurde durch einen schilffarbenen Helmüberzug ersetzt.
- 22. März 1889
  - Anstelle des Einsteckdegens mit Lederscheide trug Offiziere der Infanterie Offiziersdegen mit Stahlscheide und Lederkoppel mit Tressennbesatz und Kavallerie-Portepee.
- 1893
  - Der bisherige graue wurde durch einen schwarzen Paletot ersetzt.
  - Dem Chef der Kompanie mit dem besten Schießergebnis wurde eine Büste Seiner Majestät des Kaisers verliehen.
- 1894
  - Der Chef der besten Schützenkompanie wurde mit einer Fangschnur dekoriert.
- 1895
  - Für den „Kleinen Dienst“ wurde eine Litewka aus blauem Stoff eingeführt.
- 1896
  - Zum Dienstanzug wurde die Feldbinde vorgeschrieben.
  - Die Schärpe wurde nur noch zu Paraden angelegt.
  - Berittene wurden mit einem Portepee mit Lederriemen und einem Mantelsack ausgestattet.
- 1899
  - Das Offiziersgepäck wurde auf ein vorgeschriebenes Maß beschränkt.
  - Es wurde ein grauer Umhang eingeführt.
  - Zum Manöver waren fortan rotbraune Handschuhe vorgeschrieben.
- 1908
  - Einführung brauner Lederschnürschuhe mit Gamaschen für unberittene Offiziere

#### Fahnenträger
- 1898
  - Die Fahnenträger erhielten ein entsprechendes Abzeichen am linken Ärmel,
  - sowie ein halblanges Seitengewehr neuen Musters mit dem Griff eines Offiziersdegens[4]
  - Für den „Dienst mit Helm“ war ein Ringkragen aus Messing anzulegen

#### Sanitätsoffiziere
- 29. April 1869
  - als Erkennungsvulgo wurden Toten-Marken getragen
- 1896
  - Das Tragen einer Feldbinde zum Dienstanzug wurde vorgeschrieben
- 13. Februar 1913
  - per A.K.O. hatten die Sanitätsmannschaften die Uniform ihres Truppenteils und auf dessen rechten Oberarm einen Äskulapstab aus gelbem Stoff als Erkennungsmerkmal zu tragen

#### Mannschaften

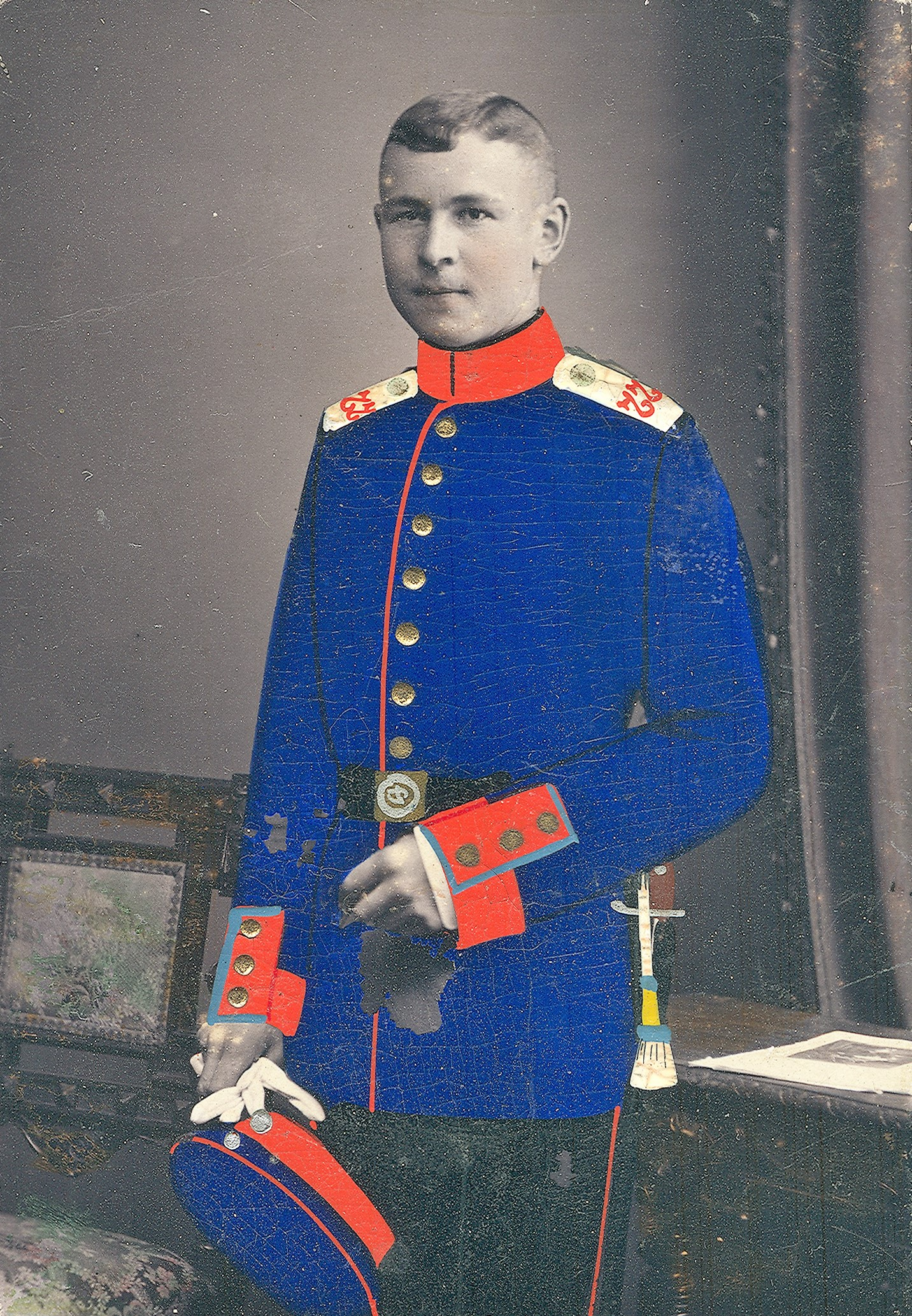
Farbverwendung an Uniformjacke des Hannoverschen Infanterieregiment Nr. 77. Seitengewehrtroddel mit blauem Kranz und Schieber sowie gelbem Stängel bedeutet gem. Preußische Farbfolge Angehöriger der 12. Kompanie.

- 12. März 1887 (Infanterie-Gepäck M. 87)
  - Tornister und Kochgeschirr wurden verkleinert
  - drei Patronentaschen (zu den zwei vorderen noch eine hintere)
  - kleineres Seitengewehr
  - wasserdichter zweiteiliger Brotbeutel
  - Schwarzes Lederzeug bei allen Bataillonen[5][6]
- 1889
  - Für herausragende Schießleistungen wurde der betreffende Soldat mit einer aus einer silbernen Tresse mit schwarzen Streifen versehenen Schützenschnur ausgezeichnet
- 1891
  - Für den „Kleinen Dienst“ wurde das Tragen einer Litewka aus blauem Stoff eingeführt
- 1893 Ab diesem Jahr (bis 1895) wurden Feldflaschen, Trinkbecher und Kochgeschirre aus Aluminium eingeführt. Des Weiteren wurde die Ausrüstung um eine tragbare Zeltausrüstung erweitert.
  - Die Schützenschnur bestand fortan aus einer geflochtenen, silbernen Schnur.
  - Die Kompanie mit den besten Schießergebnissen durfte fortan auf dem linken Ärmel ein besonderes Abzeichen tragen
- 1894
  - Einführung des Grauen Mantels
- 1895
  - Die Truppe erhielt ein neues Tornistermodell
  - Fortfall der hinteren Patronentasche
  - Der Brotbeutel wurde fortan nur noch am Leibriemen getragen, wodurch die Schulter entlastet wurde
  - Der Stehkragen am Waffenrock wurde weiter und niedriger gestaltet

#### Musikkorps
- 1898
  - Die Bekleidung der Stabshoboisten wurde, zur besseren Hervorhebung, aus feinerem Tuch als die Waffenröcke gefertigt
  - Die Schulterstücken bestanden jetzt aus Kantschnur
  - Die Tuchunterlagen (der Schulterstücke) waren in den Farben des Truppenteils zu versehen
  - Es wurde eine Leibbinde nach Art der Offiziers-Feldbinden angelegt

### Fahne

Die Feldzugsfahnen (1870/71) des Regiments

Die neuen Fahnen

Die am 3. Juli 1867, Jahrestag der Schlacht bei Königgrätz, in Berlin geweihte Fahne wurde dem Regiment am 6. Juli nach einer kurzen Ansprache am Wesler Schill-Denkmal durch dessen Regimentskommandeur übergeben.
Das Aussehen der neu verliehenen Fahnen der Linien-Infanterie-Regimenter der Preußischen Armee wurde 1890 vom Kaiser vereinheitlicht und an den Achselklappen der Soldatenuniform nach dem jeweiligen Korps, zu dem das Regiment gehörte, ausgerichtet und entsprechend reglementiert.
Die Fahne des IV. Bataillons wurde am 16. Oktober 1894 in Berlin genagelt und dem Regiment anlässlich der Rekrutenvereidigung am 22. Oktober übergeben.
Vom 15. Juli 1895 bis 10. Mai 1896 wurden die Fahnen, die im Deutsch-Französischen Krieg durch den Kaiser Auszeichnungen verliehen bekamen, sobald sie entrollt wurden, mit Eichenlaub geschmückt. Mit der A.K.O. vom 18. August 1870 wurde den Fahnen und Standarten jenes Krieges das Band der zu diesem Krieg gestifteten Gedenkmünze verliehen. Deren Spangen trugen die Namen der Gefechte und Schlachten, an denen sie teilnahmen.
Zum Jahrhundertwechsel verlieh 1900 der Kaiser den Fahnen der 77er Ehrenzeichen. Es handelte sich um zwei Bronzespangen, die auf Bändern angebracht waren. Auf der einen Seite trugen sie das „W II“ mit der Krone, auf der anderen den Tag der Verleihung, 1. Januar 1900, und den Geburtstag des Regiments, 26. März 1813. An jenem Tage wurde das Vorgängerregiment, das einst in der Schlacht bei Waterloo kämpfende Hannoversche 5. Infanterie-Regiment, gegründet.
Am 18. August 1907 fand in Kassel in Gegenwart des Kaisers die Nagelung und Weihe von Fahnen der Regimenter des VII. und X. Armee-Korps statt, die noch keine neuen Fahnen erhalten hatten. An dieser Zeremonie nahm neben dem Kommandeur von jedem Bataillon ein Oberleutnant sowie die betreffenden Fahnenunteroffiziere teil.
Zum Gottesdienst standen die Fahnen am Altar der 1902 in der Celler Neustadt eingeweihten Garnisonkirche.

## Geschichte

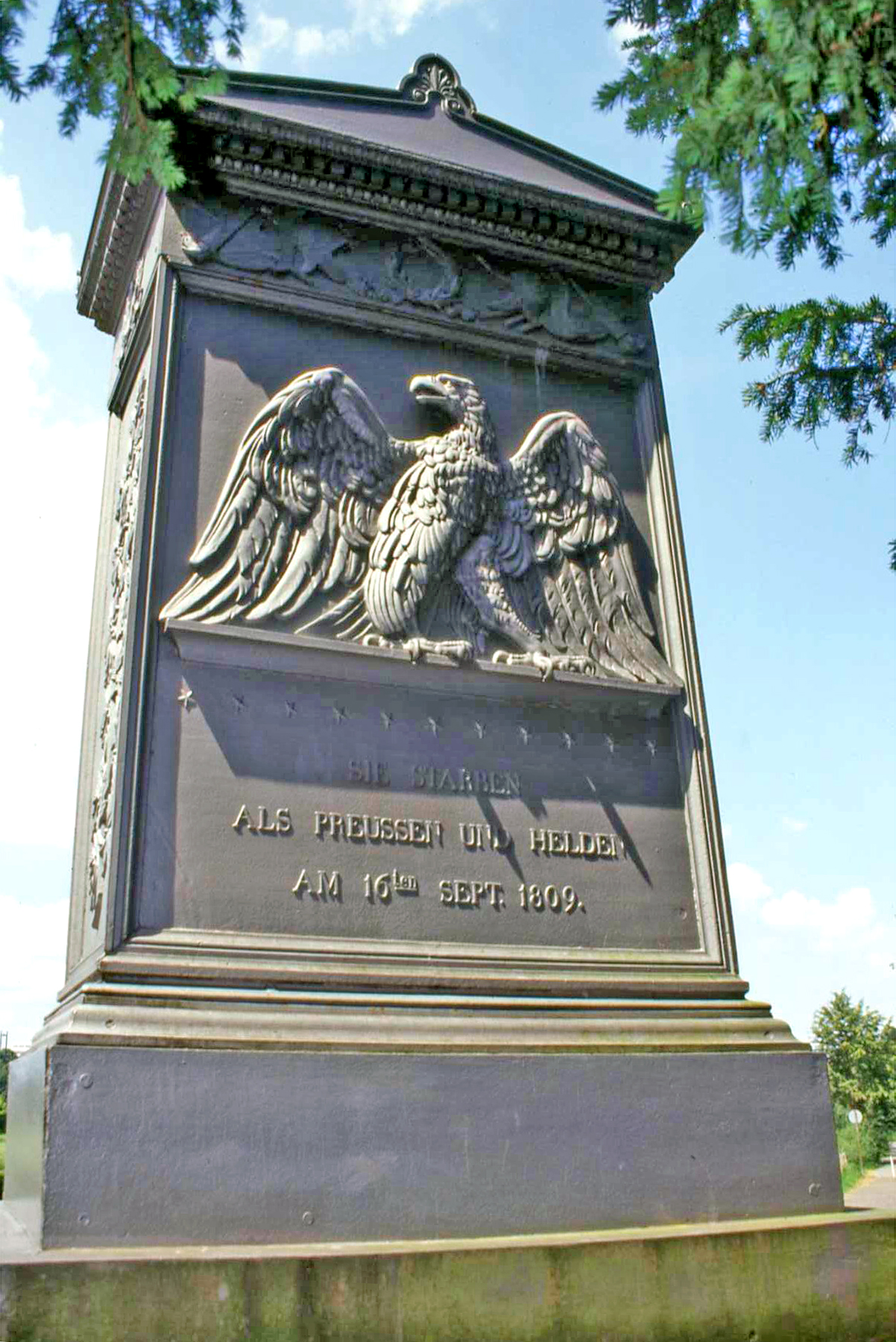
Gedenkstein für die gefallenen Schill'schen Offiziere in Wesel

### Gründung
Per A.K.O. 27. September 1866 wurde durch Abgabe von Kompanien aus der 5. Division
| aus Kompanie  | des Regiments                                                           |
| ------------- | ----------------------------------------------------------------------- |
| 13., 14., 15. | Leib-Grenadier-Regiment (1. Brandenburgisches) Nr. 8                    |
| 7., 13., 15.  | 2. Brandenburgisches Grenadier-Regiment Nr. 12 (Prinz Carl von Preußen) |
| 10., 13., 14. | 5. Brandenburgisches Infanterie-Regiment Nr. 48                         |
| 13., 14., 15. | 6. Brandenburgisches Infanterie-Regiment Nr. 52                         |

das Regiment festgesetzt. Es wurde am 5. November 1866 in Dresden gebildet und erhielt durch Allerhöchste Kabinetts-Ordre (A.K.O.) den 27. September 1866 als Stiftungstag. Als Garnisonsort des neuen Regiments wurde Wesel bestimmt.
Um die Jahrhundertwende wurde sein Stiftungstag, unter Bezugnahme auf den Stiftungstag des einstigen nun als Vorgängerregiment geltende Hannoversche 5. Infanterie-Regiments, auf den 26. März 1813 festgelegt.

### Garnisonen
- 1866 Wesel
  - Heuberger Kaserne
  - Kaserne an der Esplanade (ab 1. April 1870)
- 1871
  - Celle (I.)
  - Oldenburg (II.)
  - Hannover (III.)
- ab 14. September 1873
  - Celle (neue Kaserne)

einstige Garnisonen
Heuberger Kaserne
Kaserne an der Esplanade
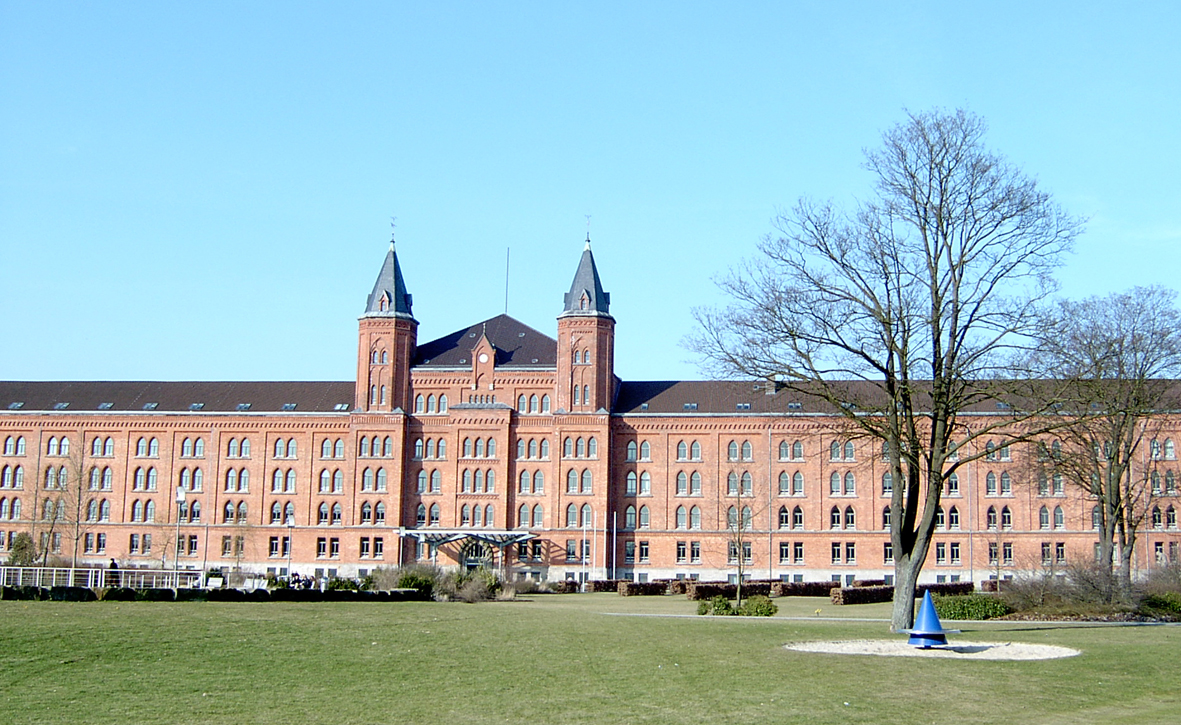
Neue Kaserne (seit 1999 Sitz der Stadtverwaltung Celle)
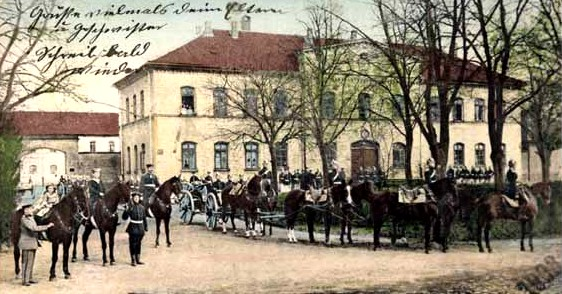
Artillerie-Kaserne (temporär)
Burgkaserne (temporär)
Maschinen-Gewehr-Kaserne

## Regimentsangehörige

### Chef

General der Infanterie, Staats- und Kriegsminister von Kameke

Am 25. September 1875 ernannte Kaiser Wilhelm I. den General der Infanterie Georg von Kameke zum Regimentschef.

### Kommandeure

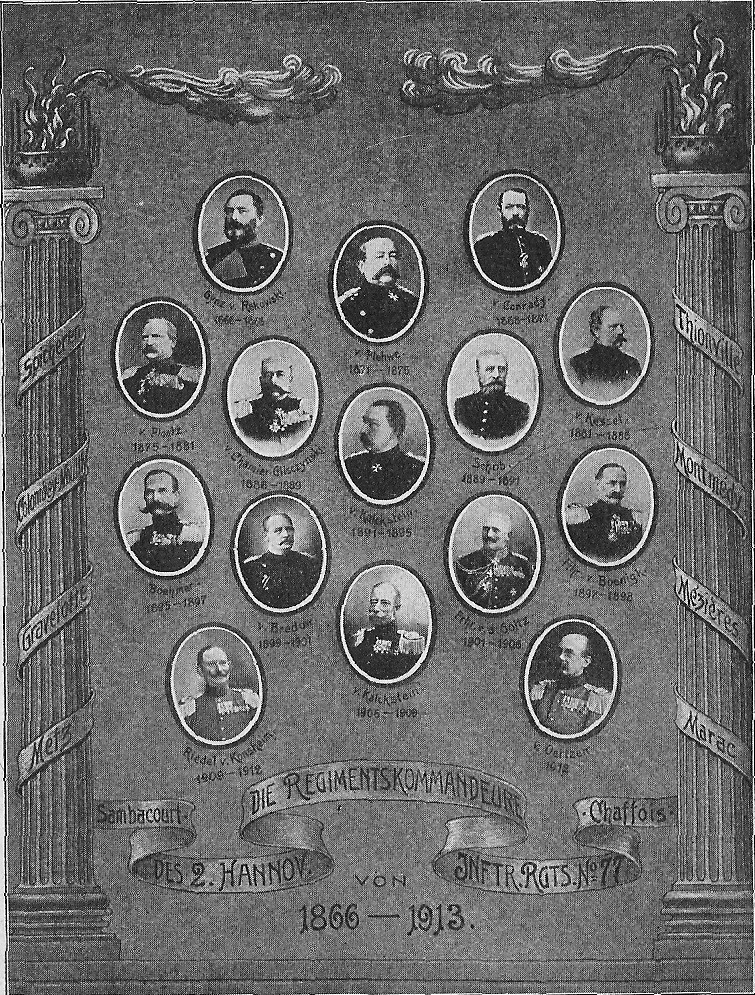
Regimentskommandeure von 1866 bis 1913

| Dienstgrad            | Name                         | Datum                                                     |
| --------------------- | ---------------------------- | --------------------------------------------------------- |
| Oberst                | Berthold Gynz von Rekowski   | 30. September 1866 bis 21. Januar 1868                    |
| Oberstleutnant        | Emil von Conrady             | 22. Januar bis 21. März 1868 (mit der Führung beauftragt) |
| Oberst                | Emil von Conrady             | 22. März 1868 bis 13. April 1871                          |
| Oberstleutnant/Oberst | Karl von Plehwe              | 13. April 1871 bis 14. April 1875                         |
| Oberstleutnant        | Rudolf von Ploetz            | 15. April bis 18. Juni 1875                               |
| Oberstleutnant/Oberst | Rudolf von Ploetz            | 19. Juni 1875 bis 11. Februar 1881                        |
| Oberstleutnant/Oberst | Albert von Kessel            | 12. Februar 1881 bis 11. Juni 1886                        |
| Oberstleutnant/Oberst | Karl von Chamier-Glisczynski | 12. Juni 1886 bis 21. März 1889                           |
| Oberstleutnant        | Gustav Schob                 | 22. März 1889 bis 16. November 1891                       |
| Oberstleutnant/Oberst | Walter von Kalckstein        | 17. November 1891 bis 31. März 1895                       |
| Oberst                | Louis Boehmer                | 01. April 1895 bis 19. Mai 1897                           |
| Oberst                | Oskar von Boenigk            | 20. Mai 1897 bis 14. Juni 1898                            |
| Oberstleutnant        | Paul von Bredow              | 15. Juni 1898 bis 17. Dezember 1901                       |
| Oberstleutnant/Oberst | Georg von der Goltz          | 18. Dezember 1901 bis 26. Januar 1906                     |
| Oberstleutnant/Oberst | Friedrich von Kalckstein     | 27. Januar 1906 bis 23. März 1909                         |
| Oberstleutnant/Oberst | Alfred Riedel von Konsheim   | 24. März 1909 bis 21. April 1912                          |
| Oberst                | Friedrich von Oertzen        | 22. April 1912 bis 1. August 1914                         |
| Oberst                | Adolf von Roques             | 02. August 1914 bis 23. Januar 1915                       |
| Oberstleutnant        | Reinhold Bracht              | 24. Januar bis 28. Februar 1915                           |
| Major                 | Max Reiche                   | 01. März bis 24. Juni 1915                                |
| Major                 | Paul Wehrig                  | 25. Juni 1915 bis 23. Mai 1917                            |
| Major                 | Erich Karwiese               | 24. Mai 1917 bis 30. Januar 1918                          |
| Oberstleutnant        | Hans Otto Kuschel            | 31. Januar 1918 bis 1919                                  |

### Sonstige Offiziere
- Karl von Rettberg – am 14. April 1883 wurde vom Kadettenkorps der chargierte Portepeefähnrich (Avantageur) an das Regiment überwiesen, wo er am 13. November zum Portepeefähnrich ernannt wurde. 1889 nahm der Leutnant an einem Reitkursus in der Nachbargarnison Lüneburg teil.
- Hans Schimmelfeng – per A. K. O. vom 18. Oktober 1891 wird der Unteroffizier zum Fähnrich und am ein Jahr später zum Leutnant der 77er befördert. Zu Beginn des April 1899 wird er als Erzieher zum Kadettenhaus nach Bensberg abkommandiert. Im Februar 1900 tritt er in gleicher Eigenschaft zum Kadettenhaus in Naumburg a. S. über und wird bereits am 18. November in das Wahlstätter versetzt. Dort wird er am 18. April 1901 zum Oberleutnant befördert. Am 10. März 1904 kehrt er zurück ins Regiment. Zum überzähligen Hauptmann wird Schimmelfeng am 27. Januar 1909 befördert und am 17. Mai 1910 zum Kompaniechef im Regiment ernannt. Als solcher verfasst er die Geschichte des 2. Hannoverschen Infanterie-Regts. Nr. 77.
- Heinrich von Vietinghoff – Hauptmann während des Deutsch-Französischen Krieges und erhielt am 11. März 1871 das Eiserne Kreuz I. Klasse. Per A.K.O. vom 13. März 1873 wurde der Baron ins Regiment 76 versetzt

## Die Friedenszeit des Regiments

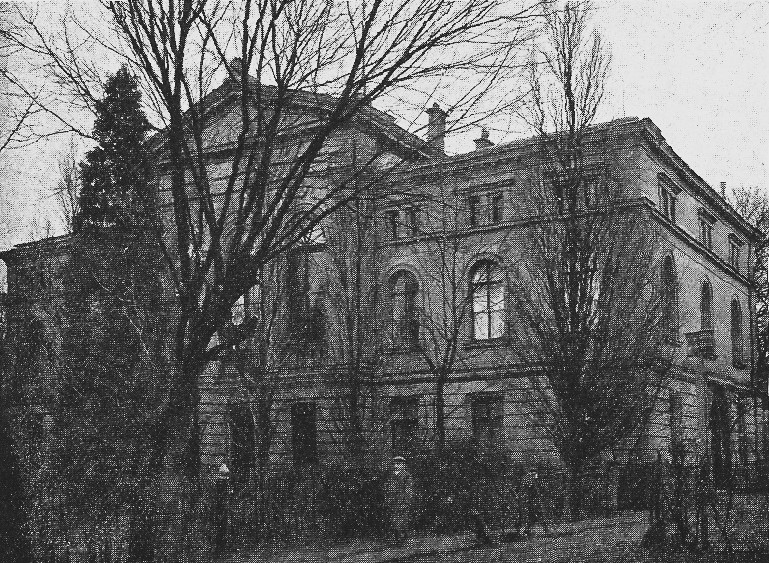
Regimentshaus bzw. Kasino

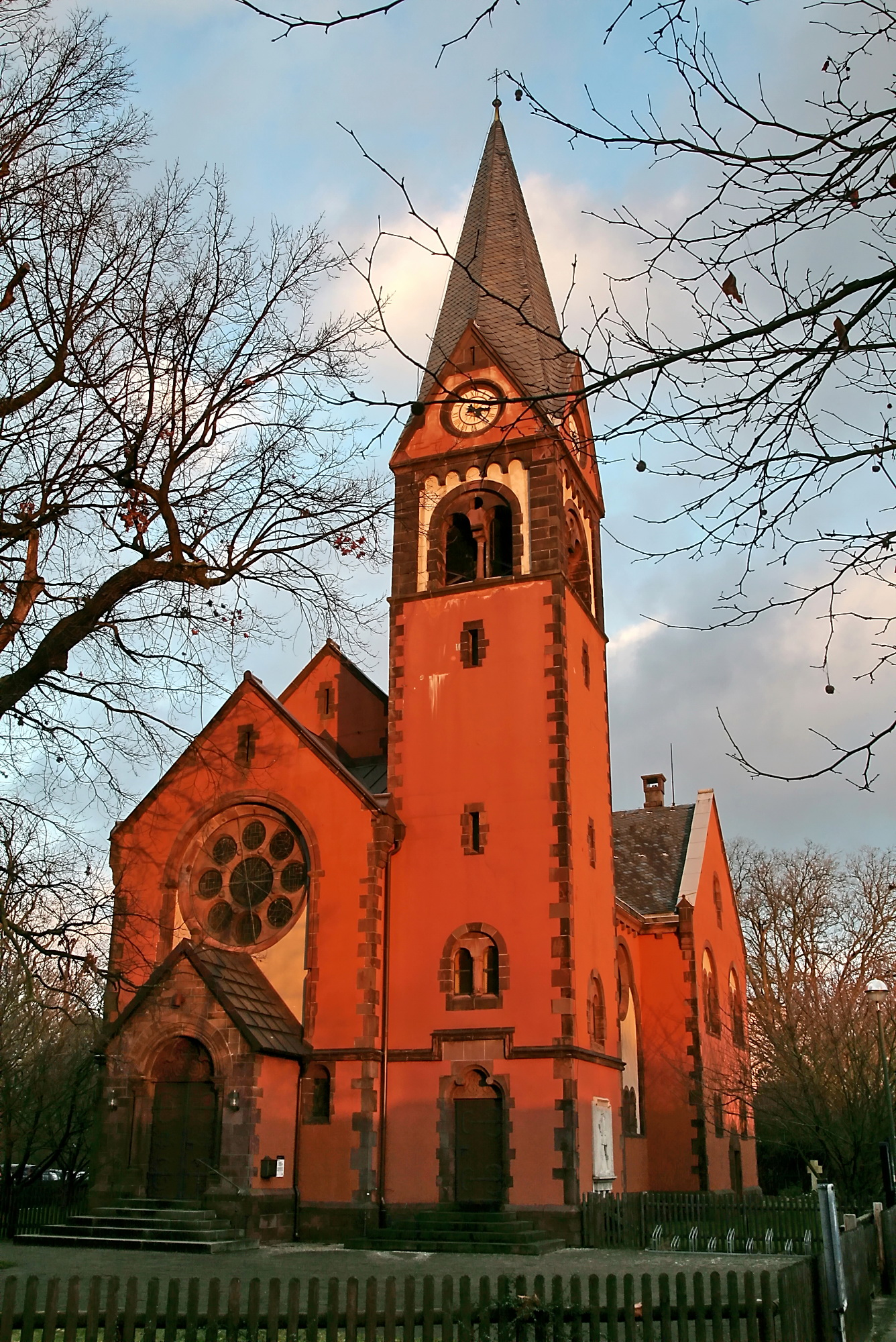
77er Garnisonkirche

Der Kaiser trifft in Celle ein (1911)

Jubiläumsmedaille zum 100-jährigen Bestehen des Regiments

Der im Jahre 1869 ins Regiment versetzte Hauptmann Kasch dichtete im gleichen Jahr das Regimentslied der 77er.
Nachdem das Regiment durch die Pfalz Richtung Norden zog, kam es in Hannover an. Am 30. Juni 1871 wurden die Offiziere des Regiments im Berliner Stadtschloss vom Kronprinzen empfangen.
Über die Schwedenbrücke zogen die 77er am 3. Juli in ihre neue Garnisonsstadt. Der Regimentskommandeur bezog vorerst die alte Kommandantur.
Brigade-Exzerzieren, Detachementsübungen und Divisionsmanöver fanden in Braunschweig und Hildesheim statt.
Nach dreijähriger Bauzeit wurde das Regimentshauses (Kasino) eingeweiht. Hierzu erschienen am 25. Mai 1876 der Regimentschef Georg von Kamelke, am 27. Prinz Albrecht von Preußen (X. Armee-Korps), General William von Voigts-Rhetz (20. Division) sowie Generalmajor Barnim von Zeuner (40. Infanterie-Brigade). Nachdem am Vorabend der Zapfenstreich stattfand, führte der Regimentschef sein Regiment bei der Parade auf dem Exzerzierplatz bei Sr. kgl. Hoheit vorbei. Ein gemeinsames Essen im neuen Regimentshause beendete die Feierlichkeiten.
Ende Juli 1886 zogen die 77er zum Prüfungsschießen nach Arloh. Hier traf am 12. August deren Brigadeschwesterregiment Nr. 67 ein. Es sollte ein letztes Mal zusammen Brigade-Exzerziert werden. Durch den Eintritt des braunschweigischen Kontingents in die Preußische Armee sollte das in Metz stehende Braunschweigische Infanterie-Regiment Nr. 92 im nächsten Jahr seinen Standort mit dem 67ten tauschen.
Im Dreikaiserjahr wurde nach dem Tode Wilhelm I. das Regiment am 11. März auf Friedrich III. und nach dessen Tode am 16. Juni auf Wilhelm II. vereidigt.
In Celle trat am 18. Oktober d. J. die Garnisonsdienst-Vorschrift in Kraft.

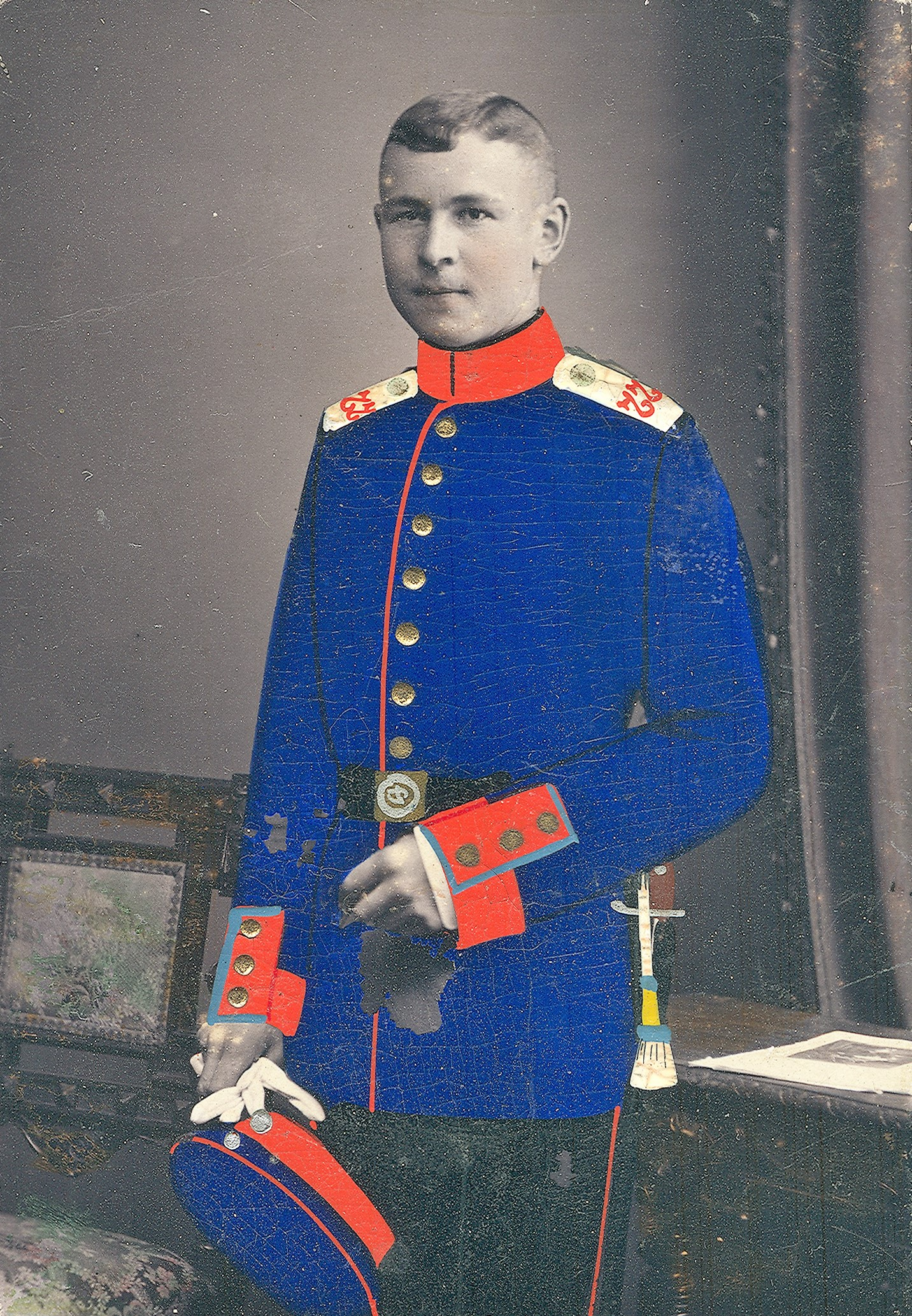
Soldat des Regiments um 1900

Am 27. September 1891 wurde das 25. Stiftungsfest des Regiments gefeiert. Der Tag begann mit einem Festgottesdienst im Wildgarten. An ihm nahmen neben dem Regiment zahlreiche auswärtige Gäste, Kriegervereine und Spitzen der Behörden teil. Danach fand ein Festmahl im Kasino statt. Die Stadt schenke dem Regiment einen Pokal, die 92er einen silbernen Humpen und die Reservisten zwei silberne Armleuchter. Von seinem Chef erhielt das Regiment eine Ehrengabe von 3.000 ℳ mit der Bestimmung, dass dessen Zinsen alljährlich am 6. August an den Offizier ausgezahlt werden sollten, der am längsten im Regiment sei. Durch die A.K.O. vom 5. November 1891 wurde das Regiment zur Annahme des Geschenkes behilfs Gründung einer Kameke-Spicheren-Stiftung ermächtigt. Der Abend schloss mit dem Liede der doppelten Sieben, welches einst vom Einjährig-Freiwilligen C. C. v. Bloedau erdichtet worden war.
Am 2. Oktober 1893 erhielten auch die 77er ihr IV. Bataillon. Dies machte den Bau einer weiteren Unterkunft, der Burgkaserne, erforderlich. Sie wurde Dezember bezogen. Dem Bataillon wurde u. a. die Landwehr sowie die restliche Reserve unterstellt.
Der Chef des Regiments verstarb am 13. Oktober 1893. Auf seinen Wunsch hin, wurde dem Regiment der Säbel übergeben, den er einst bei Spicheren getragen hatte.
Der in Celle lebende General der Infanterie Hans von Schachtmeyer, Chef des Füsilier-Regiments „Königin Viktoria von Schweden“ (Pommersches) Nr. 34 zu Stettin, feierte am 6. November seinen 77. Geburtstag. Zu diesem Anlass überreichte das Regiment ihm als Geschenk einen Fahnenträger mit der Inschrift: Dem jüngsten 77er. Das zum neuen 165. Regiment abgetretene Bataillon verabschiedete er 1897 in voller Uniform vor seinem Haus in der Magnusstraße Nr. 2. Der am 8. November 1897 verstorbene Heerführer vermachte dem Regiment sein Bronzestandbild Friedrichs des Großen. Es wurde vor dem Eingang des Offiziers-Kasinos aufgestellt.
Ab Dezember 1894 wurden auch Radfahrer innerhalb des Regiments ausgebildet.
Vom 18. Juli bis zum 6. August 1895 übte das Regiment erstmals auf dem Truppenübungsplatz Munster.
Der Bürgermeister von Celle, Wilhelm Denicke, übergab an der Spitze einer Abordnung der Stadtverwaltung dem Regiment zum Andenken an dessen 25-jährige Anwesenheit in der Stadt eine Bronzen Büste des Kaisers. Diese wurde im Regimentshaus aufgestellt. Ebenfalls erhielt das Regiment eine miniaturisierte Nachbildung ihres Denkmals am Stieringer Wald bei Spichern.
Am 9. Juni 1901 fand die Grundsteinlegung der neuen evangelischen Garnison-Kirche unweit des Regimentshauses statt. Hierzu waren Kompanien der 77er und der Feld-Artillerie-Abteilung um den mit Laubgewinden und Fahnenschmuck verzierten Unterbau teilgenommen. Der Kommandierende General, Karl von Stünzner, schlug hierbei die ersten Schläge und übergab am 5. November 1902 den Schlüssel zum Öffnen des Portals.
Anfang Februar 1905 wurde dem Regiment der argentinische Oberleutnant Kinkelin für 18 Monate zugewiesen.
Am 16. Juni 1906 besuchte der Kaiser Celle. Die Truppenteile bildeten Spalier vom Museum zur Westcellertorstraße in die Hannoversche Straße. Mittags nahm er die Parade im Hof des Schlosses ab. Am 17. Juni 1911 sollte sich das wiederholen.
Vom 16. Juni bis zum 31. August 1908 wurden vier Offiziere, 15 Unteroffiziere und 48 Mannschaften zur Unterweisung im Gebrauch von Maschinengewehren außerplanmäßig zum Truppenübungsplatz Munster entsandt.
Von April bis Oktober 1911 diente der chinesische Leutnant Tsing im Regiment.
Anfang Januar 1913 legte das Regiment zum Tode des Generalfeldmarschalls Alfred von Schlieffen dreitägig Trauer an. Die Kaiser-Geburtstagsfeier stand im Zeichen von dessen bevorstehenden 25-jährigen Regierungsjubiläum. Am 11. Februar wurde bekanntgegeben:

„Am großherzoglich badischen Hofe in Karlsruhe hat am heutigen Tage die Verlobung der einzigen Tochter Ihrer Kaiserlichen und Königlichen Majestäten, der Prinzessin Victoria Luise Adelheid Charlotte Mathilde von Preußen, königlichen Hoheit, mit Seiner königlichen Hoheit Prinz Ernst August, Herzog zu Braunschweig und Lüneburg, mit Genehmigung Seiner Majestät des Kaisers und Königs und Seiner Königlichen Hoheit des Herzogs von Cumberland stattgefunden“

Damit verbanden sich die Häuser der Hohenzollern und der Welfen.

### 100-Jahr-Feier
Am 25. März 1913 begannen die Feierlichkeiten zum 100-jährigen Jubiläum des Regiments. Nach einem Festspiel der Städtischen Union fand ein Fackelzug des Regiments samt Festteilnehmer vom Wildgarten vor der großen Kaserne durch die Stadt zum Schloss statt. Mit einem Zapfenstreich vor dem Schloss auf der Stechbahn endete der Tag.
Der 26. März, der Hauptfeiertag, begann um 6.30 Uhr mit dem Großen Wecken und erhielt seine Weihe mit dem Festgottesdienst um neun Uhr. Hiernach wurden Kränze am Kriegerdenkmal niedergelegt. Mittags fand im Wildgarten eine Parade statt. Nach einer Speisung aktiver und ehemaliger 77er in den Kasernen sowie der früheren und aktiven Unteroffiziere (Kapitulanten) mit den Kriegsveteranen und alten Fünfern in den Räumen der Union wurde das Schloss besichtigt und danach im Offizier-Kasino ein Festmahl abgehalten.
Am 27. wurde morgens das Museum besucht und die noch anwesenden Gäste mittags vor der Kaserne nach einem letzten Frühstück im Regimentshaus verabschiedet.

### Kaisermanöver
- 1881 nahmen die 77er an ihrem ersten Kaisermanöver teil. Am 2. September fand die Kaiserparade am Kronsberge, das anschließende Manöver wurde im Raum zwischen Hannover und Elze ausgeführt.
- 1889 nahmen die 77er an der Kaiserparade am Kronsberg teil. Das Kaisermanöver fand in der Nähe Coppenbrügges statt. Der Kaiser führte das Korps am 22. September an. Der markierte Gegner, das westfälische VII. Armee-Korps, wurde hinter Elze „zurückgeworfen“.
- 1898 nahmen die 77er an der Kaiserparade bei Hannover teil. Während des Manövers wurden die 77er der neu gegründeten 38. Infanterie-Division zugeteilt. Es fand zwischen Minden und Bad Oeynhausen statt.
- 1907 nahmen die 77er an der Kaiserparade am Kronsberg teil. Auf dem Paradefeld übergab der Kaiser nun die in Cassel geweihten Fahnen an die Regimentskommandeure. Das Kaisermanöver fand zwischen Weser, Pyrmont und Warburg statt.

### Preisschießen

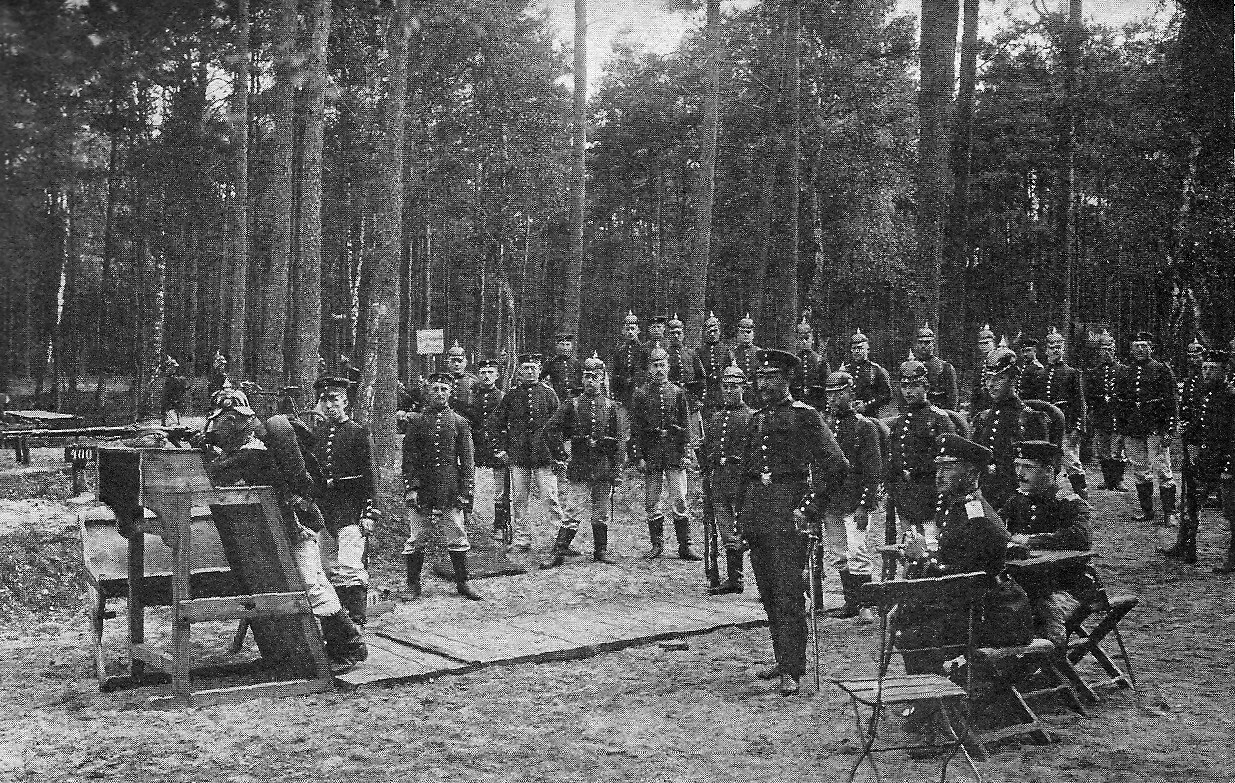
Schießstände im Neustädter Holz, (1893)

Um die Qualität des Schießens zu steigern, wurde ein jährliches Preisschießen für Offiziere und Unteroffiziere des Korps festgelegt. Am 4. August 1888 wurde erstmals um
- einen mit dem Namenszug Se. Majestät versehenen Säbel (Offizier)
- eine goldene Uhr (Unteroffizier)

geschossen.
- August 1892 – auf einer Distanz von 150 m erschoss sich mit sieben Schüssen und einer Anzahl von 148 Ringen der Hauptmann Graf von Oeynhausen als bester Schütze des X. Armee-Korps den Kaiserdegen

- 1897
  - war der Hauptmann Brenda als Kompaniechef der bestschießensten Kompanie des Korps ein silbernes Schild
  - das erhielt das Kaiserabzeichen
  - das Offizierkasino des Regiments bewahrte die Kaiserbüste als bleibendes Erinnerungszeichen.

Dennoch ließ die Begeisterung nach und so fiel das Einzelprüfungsschießen 1898 aus. Per A.K.O. wurde es, als nicht mehr zeitgemäß, ganz abgeschafft und durch das Vergleichsschießen ersetzt. Zudem wurde das Gefechtsschießen des Regiments erstmals in der Gruppe abgehalten.
- 20. September 1898
  - war der Hauptmann Wachtholz mit der Verleihung des Kaiserdegens ausgezeichnet
  - die 9./77 erhielt den Kaiser-Preis in Form einer Bronzebüste Friedrich III.[12]
  - auch diese fand im Offizierkasino Aufstellung

- 1899
  - zum dritten Male in Folge gewann die 9. Kompanie das Preisschießen
  - darüber hinaus gewann deren Vizefeldwebel Griffenhagen den 1. sowie der Unteroffizier Busche der 3. Kompanie den 2. Preis des Unteroffiziersschießens

## Boxeraufstand

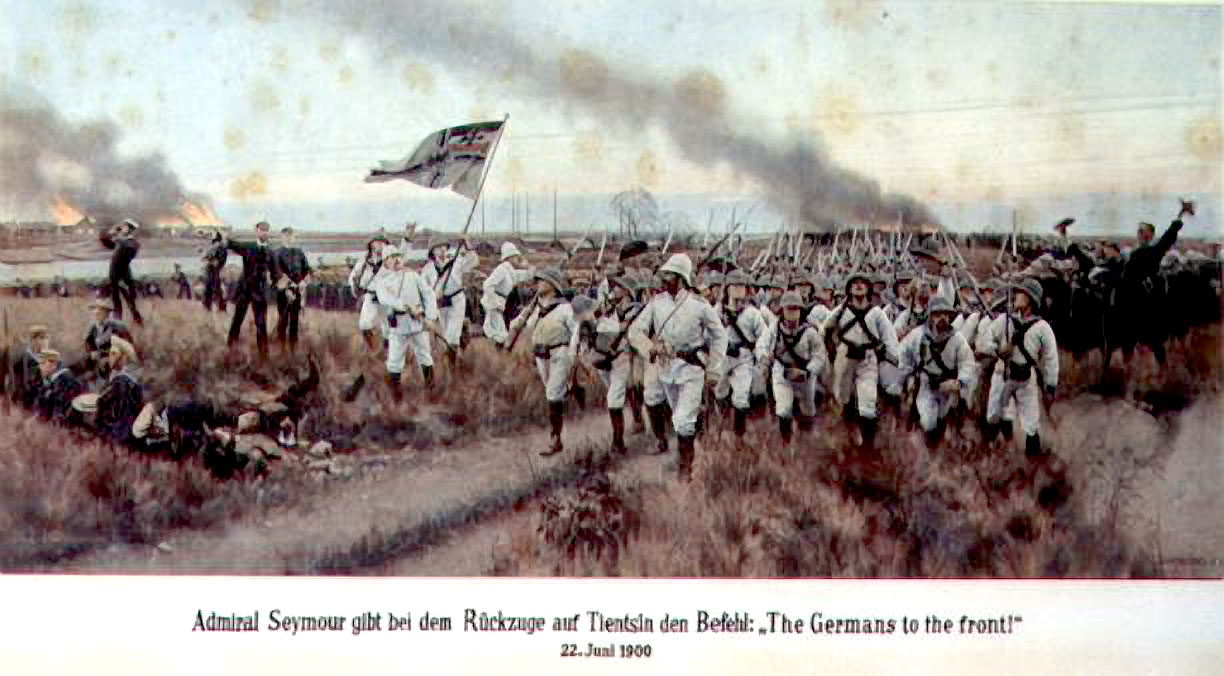
Deutsche Truppen auf zeitgenössischer Postkarte

1897 hatte Deutschland durch pachtweisen Erwerb Kiautschous in China Fuß gefasst. Der Boxeraufstand bedrohte ab 1900 deutsche Interessen. Durch die Ermordung des deutschen Gesandten zu Peking, Clemens von Ketteler, wurde am 9. Juli durch A.K.O. die Bildung eines Expeditionskorps befohlen. Dies waren zunächst die beiden Seebataillone, wovon das II. Bataillon am 27. Juni sechs freiwillige 77er erhielt. Zum 2. und 3. Ostasiatischen Infanterie-Regiment traten am 14. Juli 33 weitere 77er, zum Sanitätsdienst fünf, zum 5. Ostasiatischen Infanterie-Regiment elf weitere Regimentsmitglieder.
Dekoriert mit der China-Denkmünze kehrten fast alle im Herbst 1901 zum Regiment zurück.

## Herero-Aufstand

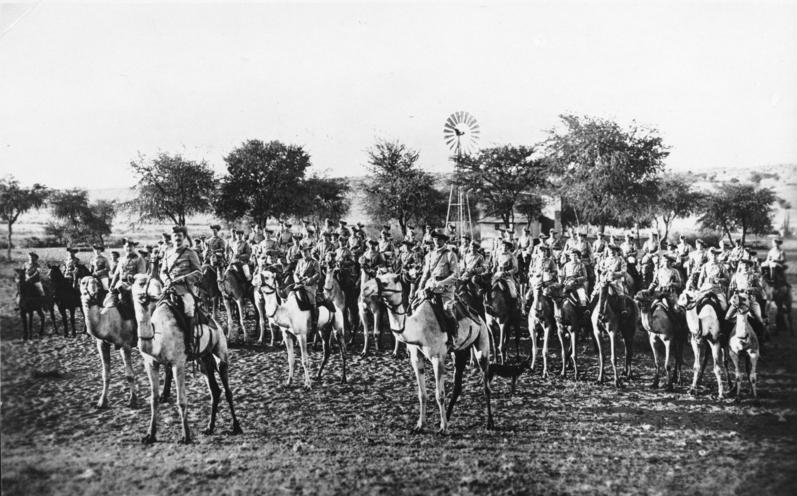
Kamelreiterkompanie der deutschen Schutztruppe während des Herero-Aufstands, 1904

Mitte Januar 1904 drangen die ersten Nachrichten vom Aufstand der Herero und Nama nach Deutschland. Bereits am 17. Januar erging der Befehl zur Mobilmachung eines Marine-Expeditionskorps, das am 21. seine Fahrt nach Swakopmund antrat.
Die Lage verlangte eine deutliche Verstärkung der Schutztruppen aus den Reihen der Armee. Wie einst beim Boxeraufstand, gab es auch diesmal eine Vielzahl von Freiwilligen, zu denen auch die des Regiments zählten.
Aus dem IR 77 kamen von den Freiwilligen fünf Offiziere sowie 42 Mannschaften zum Einsatz.

## Feldzüge

### Deutsch-Französischer Krieg

Spicheren, Lage der Schlacht etwa 4 Uhr nachmittags

Am Morgen des 16. Juli 1870 erging der Befehl der Mobilmachung an die 77er, die innerhalb von neun Tagen mobilisiert waren.
1. Armee (Karl Friedrich von Steinmetz)
- VII. Armee-Korps General (Heinrich Adolf von Zastrow)
  - 14. Division (Georg von Kameke)
    - 28. Infanterie-Brigade (Wilhelm von Woyna)
      - 5. Westfälisches Infanterie-Regiment Nr. 53
      - 2. Hannoversches Infanterie-Regiment Nr. 77

Am 15. Juli erreichte die Festung Wesel der Armierungsbefehl, am folgenden Morgen der zur Mobilmachung. Am 21. verstärkte westfälischer Ersatz aus Bochum, am 22. aus Lüneburg und Celle das Regiment, das am 26. abmarschierte.
In der Schlacht bei Spichern, in der Nähe Saarbrückens, eroberte das Regiment den westlichen Spicherer Wald und behauptete ihn gegen die französische Division Bergé. Gegen Abend wurde es durch Teile des III. Armee-Korps abgelöst.
In der Schlacht bei Colombey wurden die 77er vorerst auf Chateau Aubigny angesetzt.
Auf dem Weg nach Gravelotte kam es am 17. im Wald zu Gefechten. Am Abend erhielt das Regiment den Divisionsbefehl von Wrangel. Dieser bestimmte die 77er für die Schlacht bei Gravelotte zur Korps-Reserve. Nach Beendigung der Schlacht wurde die sich nach Metz zurückziehende französische Armee verfolgt. Bei der Belagerung von Metz wurde dem Regiment zuerst Ancy an der Mosel dann Pouilly zugewiesen.
Während der Schlacht von Noisseville rückte das Regiment über Ogy nach Puche (heute Bestandteil Ogys) vor.
Nachdem die französische Rheinarmee in Metz kapituliert hatte, passierte der Strom von Gefangenen, die nun aus der Stadt nach Deutschland zogen, an dem Regiment vorbei.
Als dieser endete, wurden die 77er nach Thionville gesandt. Die Brigade belagerte das spätere Diedenhofen rechts der Mosel. Diese kapitulierte zu den gleichen Konditionen wie zuvor Sedan. Nun zog die Division nach Montmédy. Montmedy war im Gegensatz zu Thionville einer Belagerung besser gewachsen. Das Problem bestand u. a. darin, dass die Festung oberhalb eines Eisenbahntunnels stand, den es auf jeden Fall vor Schäden zu bewahren galt.
Nach Fall der Festung Mézières war die Bahn nach Rheims freigelegt. Auf dem Wege dorthin passierte die 77er das Schloss Bellevue bei Sedan. Hier traf kurz zuvor Napoleon III. auf Wilhelm I. zusammen.
Um Mézières bestand eine hohe Franktireurdichte. Auf einen Hinweis hin, rückte das Regiment nach Rimogne und Tremblois aus. Nach einem Gefecht kehrten sie zurück.
Nach einem Gefecht bei Bel Air, einem Teile der Commune Thionville, wurde das Regiment in die Bahn verladen. Diese brachte es nach Mitry von wo aus es an der Einschließung und Belagerung von Paris mitwirken sollte.
Sie gehörte der Süd-Armee unter General Edwin von Manteuffel. Ihr unterstanden das II., VII. und XIV. Armee-Korps.
Am 14. Januar eroberten die 77er Marac. Nach Gefechten bei Sombacour und Chaffois begann der Waffenstillstand.
Auf dem Stanislausplatz in Nancy paradierte das inzwischen zum X. Armee-Korps gehörige Regiment am 21. Juni 1871 an dessen Oberbefehlshaber, General von Manteuffel, vorbei.

### Erster Weltkrieg
Das Regiment machte am 2. August 1914 mobil. Am 28. März 1915 wurden die 13. bis 15. Kompanie aufgestellt. Im Juli 1915 wurde es an der Seite des 1. Hannoverschen Infanterie-Regiments Nr. 74 im Rahmen der Bug-Offensive bei Krasnystaw eingesetzt. Ende 1916 gab man den Stab des III. Bataillons und die 3. Kompanie ab. Diese bildeten in der Folgezeit Teil des II. Bataillons des neu aufzustellenden Infanterie-Regiments Nr. 419. Mitte August 1918 erfolgte die Eingliederung des I. Bataillons des aufgelösten Reserve-Infanterie-Regiments Nr. 260. Nach schweren Verlusten in der Schlacht von Havrincourt, in der das Regiment fast vollständig ausgelöscht wurde, bildete man aus den Resten ein Kampfbataillon mit drei Kompanien. Ab 19. Oktober 1918 bestand das Regiment wieder aus drei Bataillonen, wobei man die 3., 8. und 9. Kompanie auflöste.

## Ende des Regiments
Nach Kriegsende marschierten die Reste des Regiments in die Garnison nach Celle zurück, wo ab 2. Dezember 1918 die Demobilisierung erfolgte. Aus Teilen des Regiments wurde dann im Januar 1919 mit der Aufstellung einer Sicherheits- und MG-Sicherheits-Kompanie als Freiwilligen-Formation begonnen. Diese wurden im Juni 1919 bei der Bildung der Vorläufigen Reichswehr zum II., später IV. Bataillon des Reichswehr-Infanterie-Regiments 20.
Die Tradition übernahm in der Reichswehr die 15. und 16. Kompanie des 17. Infanterie-Regiments.

## Sonstiges

### Vereine

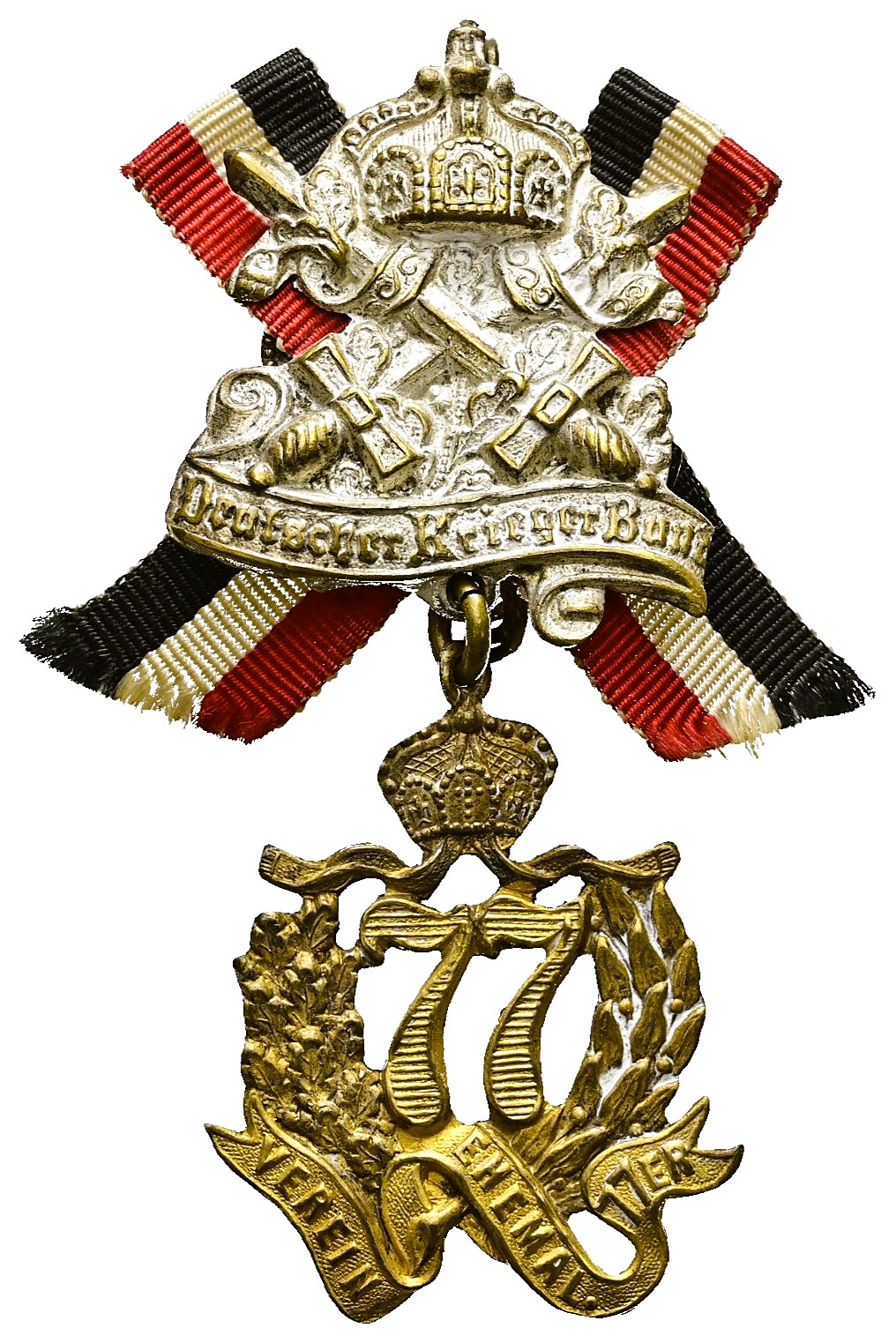
Mehrteiliges Abzeichen des Vereins ehemaliger 77er im Deutschen Kriegerbund;
teils versilbert und vergoldet von Lehmann & Wundenberg

- In Hamburg, Harburg und Winsen bildeten sich Ehemaligenvereine. Diese Vereine hielten am 2. Juni 1907 in Celle einen Appell ehemaliger 77er ab. Bereits am 10. Dezember 1906 baten sie den Regimentskommandeur, von Kalckstein, um sein Einverständnis sowie die Übernahme der Protection. In den folgenden Jahren kamen Vereine in Celle, Uelzen, Lüneburg und Hannover hinzu.

### Denkmale
- 6. August 1872 – Einweihung des am Südwestrand des Stiringer Waldes, unweit der Stelle, an der die 77er zwei Jahre zuvor ihre Kameraden begruben, befindlichen Denkmals. Es ist ein von efeuumsponnenen Felsstücken bestandener Hügel auf dem ein vierseitiges Postament eine Säule mit Kapitell, auf welchem ein Würfel ruht, von dem sich ein gekrönter fliegender Adler mit dem Blick nach Forbach erhebt, trägt. Drei Seiten des Postaments tragen bataillonsweise die eingemeißelten Namen der Gefallenen, die vierte Seite führt die von einem Lorbeerkranz umschlungene Inschrift:

Zur 40sten Wiederkehr des Tages begaben sich zwei Offiziere des Regiments zu dem Denkmal nach Spicheren. Dort legten sie, um die dort Gefallenen sowie die noch lebenden Veteranen jener Schlacht zu ehren, einen Kranz nieder.
- 5. August 1908 – Enthüllung des Gedenksteins gegenüber der Garnisonkirche. Die von Heidefindlingen umrahmte Erinnerungstafel wurde dem in Südwestafrika gefallenen Reiter Reinecke, ehemaligen Musketier der 8. Kompanie der 77er, gewidmet.
- 1923 – Von den 77ern gestiftetes Ehrenmal zum Gedenken an die Gefallenen des Ersten Weltkriegs der 77er. Es wurde in den Jahren 1922–23 von Hans Dammann geschaffen und vor dem Schloss Celle aufgestellt. Nach Beschädigungen und Restaurierung wurde es 1988 in den Stadtgarten vor dem Neuen Rathaus (= ehemalige Heidekaserne) versetzt.

Denkmäler des 77. Infanterie-Regiments
Denkmal am Stiringer Walde (heute: Saarbrücker Waldfriedhof)
Gedenkstein eines gefallenen Südwestafrikaners (früher 77er)
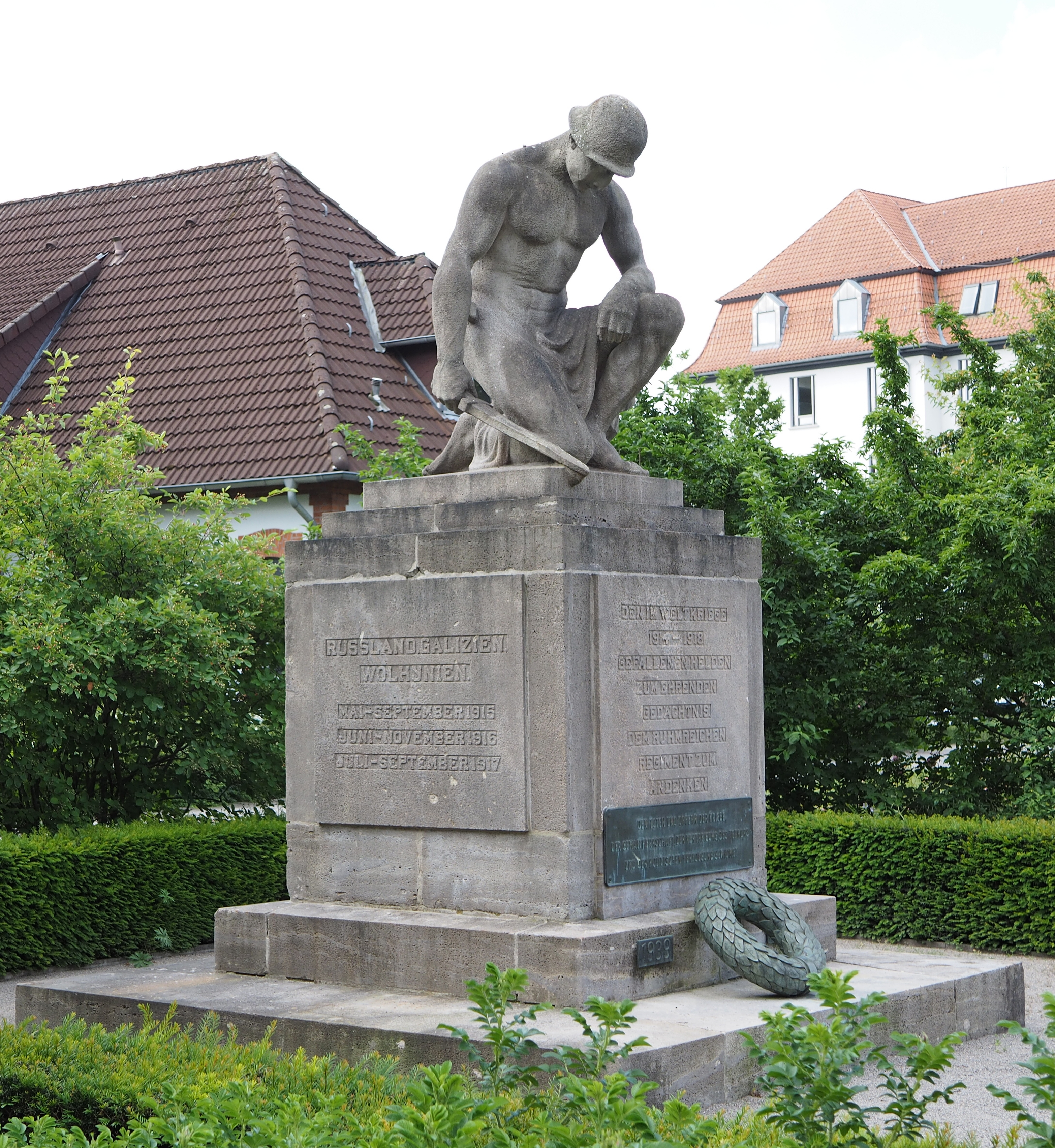
Denkmal in Celle Erster Weltkrieg